# Turkish Airlines Open Antalya 2018 - Qualificazioni singolare
Le qualificazioni del singolare maschile del Turkish Airlines Open Antalya 2018 sono state un torneo di tennis preliminare per accedere alla fase finale della manifestazione. I vincitori dell'ultimo turno sono entrati di diritto nel tabellone principale. In caso di ritiro di uno o più giocatori aventi diritto a questi sono subentrati i lucky loser, ossia i giocatori che hanno perso nell'ultimo turno ma che avevano una classifica più alta rispetto agli altri partecipanti che avevano comunque perso nel turno finale.

## Teste di serie
1. Tarō Daniel (qualificato)
2. Radu Albot (primo turno)
3. Michail Južnyj (qualificato)
4. Blaž Kavčič (qualificato)

1. Lee Duck-hee (primo turno)
2. Yoshihito Nishioka (primo turno)
3. Laurynas Grigelis (ultimo turno)
4. Oleksandr Nedovjesov (ultimo turno)

## Qualificati
1. Tarō Daniel
2. Filip Horanský

1. Michail Južnyj
2. Blaž Kavčič

## Tabellone

### Legenda
| - Q = Qualificato - WC = Wild card - LL = Lucky loser | - ALT = Alternate - SE = Special Exempt - PR = Protected Ranking | - w/o = Walkover - r = Ritirato - d = Squalificato |

### Sezione 1
|  | Primo turno | Primo turno           | Primo turno | Primo turno | Primo turno |  |  | Ultimo turno | Ultimo turno          | Ultimo turno          | Ultimo turno | Ultimo turno |  |
|  |             |                       |             |             |             |  |  |              |                       |                       |              |              |  |
|  | 1           | Tarō Daniel           | 6           | 3           | 6           |  |  |              |                       |                       |              |              |  |
|  |             | Marsel İlhan          | 3           | 6           | 3           |  |  | 1            | Tarō Daniel           | Tarō Daniel           | 6            | 6            |  |
|  |             | Roberto Ortega Olmedo | 6           | 4           | 6           |  |  |              | Roberto Ortega Olmedo | Roberto Ortega Olmedo | 3            | 1            |  |
|  | 6           | Yoshihito Nishioka    | 2           | 6           | 2           |  |  |              |                       |                       |              |              |  |

### Sezione 2
|  | Primo turno | Primo turno    | Primo turno    | Primo turno | Primo turno |  |  | Ultimo turno | Ultimo turno   | Ultimo turno   | Ultimo turno | Ultimo turno |  |
|  |             |                |                |             |             |  |  |              |                |                |              |              |  |
|  | 2           | Radu Albot     | 2              | 6           | 64          |  |  |              |                |                |              |              |  |
|  | WC          | Ergi Kırkın    | 6              | 3           | 7           |  |  | WC           | Ergi Kırkın    | Ergi Kırkın    | 2            | 1            |  |
|  |             | Filip Horanský | Filip Horanský | 7           | 6           |  |  |              | Filip Horanský | Filip Horanský | 6            | 6            |  |
|  | 5           | Lee Duck-hee   | Lee Duck-hee   | 5           | 2           |  |  |              |                |                |              |              |  |

### Sezione 3
|  | Primo turno | Primo turno       | Primo turno    | Primo turno | Primo turno |  |  | Ultimo turno | Ultimo turno      | Ultimo turno | Ultimo turno | Ultimo turno |  |
|  |             |                   |                |             |             |  |  |              |                   |              |              |              |  |
|  | 3           | Michail Južnyj    | Michail Južnyj | 7           | 6           |  |  |              |                   |              |              |              |  |
|  |             | Frank Dancevic    | Frank Dancevic | 62          | 1           |  |  | 3            | Michail Južnyj    | 65           | 6            | 6            |  |
|  |             | David Guez        | 2              | 6           | 5           |  |  | 7            | Laurynas Grigelis | 7            | 4            | 2            |  |
|  | 7           | Laurynas Grigelis | 6              | 3           | 7           |  |  |              |                   |              |              |              |  |

### Sezione 4
|  | Primo turno | Primo turno          | Primo turno          | Primo turno | Primo turno |  |  | Ultimo turno | Ultimo turno         | Ultimo turno | Ultimo turno | Ultimo turno |  |
|  |             |                      |                      |             |             |  |  |              |                      |              |              |              |  |
|  | 4           | Blaž Kavčič          | Blaž Kavčič          | 7           | 6           |  |  |              |                      |              |              |              |  |
|  | PR          | Riccardo Bellotti    | Riccardo Bellotti    | 6(0)        | 1           |  |  | 4            | Blaž Kavčič          | 3            | 6            | 6            |  |
|  | WC          | Koray Kırcı          | Koray Kırcı          | 4           | 2           |  |  | 8            | Oleksandr Nedovjesov | 6            | 3            | 3            |  |
|  | 8           | Oleksandr Nedovjesov | Oleksandr Nedovjesov | 6           | 6           |  |  |              |                      |              |              |              |  |